# Bourg-Beaudouin
Bourg-Beaudouin település Franciaországban, Eure megyében. Lakosainak száma 725 fő (2022. január 1.). Bourg-Beaudouin Radepont, Renneville, Fresne-le-Plan, Mesnil-Raoul és La Neuville-Chant-d’Oisel községekkel határos.

## Népesség
A település népességének változása:
| Lakosok száma | 323  | 446  | 624  | 726  | 736  | 721  | 708  | 702  | 707  | 725  |
|               | 1968 | 1982 | 1990 | 2006 | 2013 | 2015 | 2017 | 2019 | 2020 | 2022 |